# Nécropole de Bečani
La nécropole de Bečani se trouve en Bosnie-Herzégovine, dans la municipalité de Šekovići. Elle abrite 138 stećci, un type particulier de tombes médiévales. Elle est inscrite sur la liste des monuments nationaux de Bosnie-Herzégovine et fait partie des 22 sites bosniens inscrits au patrimoine mondial de l'UNESCO au sein des «  cimetières de tombes médiévales stećci ».